# گرینلند (فیلم)
گرینلند (انگلیسی: Greenland) یک فیلم آمریکایی در ژانر فاجعه و بقا به کارگردانی ریک رومن وو و نویسندگی کریس اسپارلینگ است. در فیلم ستارگانی مانند جرارد باتلر، مورنا باکارین، اسکات گلن، دیوید دنمان و هوپ دیویس به ایفای نقش می‌پردازند.
فیلم در ابتدا برنامه‌ریزی شده بود که در ۱۲ ژوئن ۲۰۲۰ به صورت سینمایی در ایالات متحده منتشر شود. انتشار گرینلند به دلیل همه‌گیری کرونا ویروس چندین بار به تأخیر افتاد. این فیلم در ۱۸ دسامبر ۲۰۲۰ توسط اس‌تی‌اکس انترتینمنت از طریق ویدئو هنگام درخواست منتشر و سپس در اچ‌بی‌او مکس پخش شد. این فیلم عموماً نقدهای مثبتی از سوی منتقدانی دریافت کرد که بازی‌ها، عمق احساسی و جلوه‌های بصری را تحسین کردند، اما از داستان کلیشه‌ای آن انتقاد کردند. این فیلم با بودجه تولید ۳۵ میلیون دلار در سراسر جهان ۵۲ میلیون دلار فروخت. یک دنباله بنام گرینلند: مهاجرت ساخته شده است، فیلمبرداری در اوت ۲۰۲۴ به پایان رسید و رومن وو، باتلر، باکارین و فلوید همگی بازگشتند.

## خلاصه داستان
جان گریتی(جرارد باتلر)به همراه همسرش آلیسون (مورنا باکارین) و پسر کوچکش نیتن سفری را برای بقا آغاز می کنند و برای یافتن یک سرپناه امن تمام تلاش خود را به کار می گیرند.